# Bayard Dodge
Bayard Dodge (1888 – 1972) è stato uno storico e islamista statunitense, Presidente della American University in Beirut.
Si laureò nella Princeton University nel 1909, succedendo nel 1923 a suo suocero, Howard Bliss, in veste di Presidente dell'Università Americana di Beirut, allora nota come Syrian Protestant College. Avrebbe mantenuto quella funzione fino alla sua andata in pensione nel 1948, data dopo la quale egli insegnò in numerosi altri atenei,, tra cui l'Università Americana del Cairo, dal 1956 al 1959.
Suo figlio, David S. Dodge, avrebbe più tardi svolto quel suo medesimo ruolo.
Dodge scrisse nel 1961 una storia completa dell'Università di al-Azhar, un lavoro che rimane tra le più complete storie di una delle moschee-università più famose di tutto il mondo arabo e islamico.